# الهادي بالرخيصة
ولد الهادي بالرخيصة في 28 جوان 1972 في جزيرة قرقنة (الجنوب التونسي). وقد غادرها في نفس السنة إلى فرنسا رفقة عائلته. ثم عاد إلى تونس بعد 6 سنوات ليواصل تعليمه ويتعلم اللغة العربية. لكنه لم يستطع التأقلم في تونس حيث أنه كان بعيد عن والديه مما اضطره للعودة إلى فرنسا.
في سن السادسة عشر عاد لتونس مع عائلته. وعند مقتبل سن الثامنة عشر، انضم إلى فريق الترجي الرياضي التونسي لتبدأ رحلته الطويلة مع الكرة بعد أن كان مارسها في فرنسا.

## وفاته
في 4 يناير 1997، كان الترجي يخوض مباراة ودية أمام الفريق الفرنسي أولمبيك ليون وفي الدقائق الأخيرة من المباراة كانت الكرة في اتجاه الهادي بالرخيصة روضها ثم سقط فجاة، الجميع ظنها إصابة عادية، التف الجميع حوله وحاول الفريق الطبي الفرنسي إنقاذه، لكنه كان قد ابتلع لسانه مما أدى لوفاته، دخل الملعب في صمت رهيب. كانت النوبة القلبية التي أوقفت حياة اللاعب.

## تعليق الصحافة التونسية على الحادثة
كانت العناوين الصادرة عن الصحافة التونسية والعالمية متنوعة ومختلف لكنها اتحدت على قيمة بلها الفنية والأخلاقية داخل الملعب وخارجه وهذه عناوين أبرز المقالات :
- الشروق في 07 جانفي 1997: لقد مات...محبوب الجميع
- الشروق في 07 جانفي 1997: إلى اللقاء بلها
- الأخبار في 09 جانفي 1997: تونس تبكي على قلب الأسد .

## مواضيع ذات صلة
- الترجي الرياضي التونسي

## روابط خارجية
- الهادي بالرخيصة على موقع قاعدة بيانات كرة القدم.إي يو (الإنجليزية)
- الهادي بالرخيصة على موقع ناشيونال فوتبول تيمز (الإنجليزية)